# Sorghastrum
Sorghastrum es un género de plantas herbáceas de la familia de las gramíneas o poáceas.  Es originario de África tropical y Subtropical y América. 

## Taxonomía
El género fue descrito por George Valentine Nash y publicado en Manual of the Flora of the northern States and Canada 71. 1901. La especie tipo es: Sorghastrum avenaceum (Michx.) Nash. 
Etimología
El nombre del género se compone de Sorghum (otro género de misma familia) y de la palabra latina astrum (una pobre imitación), refiriéndose a la semejanza entre los géneros. 
Citología
El número cromosómico básico es x = 10, con números cromosómicos somáticos de 2n = 20, 40 y 60. 2, 4, y 6 ploides.

## Especies
1. Sorghastrum balansae (Hack.) Dávila - Paraguay
2. Sorghastrum brunneum Swallen - México, Guatemala, Honduras
3. Sorghastrum chaseae Swallen - Mato Grosso, Paraíba
4. Sorghastrum contractum (Hack.) M.Kuhlm. & Kuhn - Brasil
5. Sorghastrum crassum Renvoize - Bolivia
6. Sorghastrum elliottii (C.Mohr) Nash –s (Texas a Virginia)
7. Sorghastrum fuscescens (Pilg.) Clayton - Tanzania, Zambia, Malaui
8. Sorghastrum incompletum (J.Presl) Nash - de México a Bolivia; África de Senegal a Zimbabue
9. Sorghastrum minarum (Nees) Hitchc. - Bolivia, Brasil, Paraguay, Argentina
10. Sorghastrum nudipes Nash - Chihuahua, Durango, Sonora, Limpopo, Botsuana, Namibia, Zimbabue, Zambia, Mozambique, Malaui, Angola
11. Sorghastrum nutans (L.) Nash – Yellow Indiangrass - Canadá, Estados Unidos, México, Honduras
12. Sorghastrum pellitum (Hack.) Parodi - Paraguay, Brasil, Argentina, Uruguay
13. Sorghastrum pogonostachyum (Stapf) Clayton - Tanzania, Angola, Zambia, Malaui
14. Sorghastrum pohlianum Dávila, L.I.Cabrera & R.Lira -  Colima
15. Sorghastrum scaberrimum (Nees) Herter - Brasil
16. Sorghastrum secundum (Elliott) Nash –   Bahamas
17. Sorghastrum setosum (Griseb.) Hitchc. –   Veracruz a Uruguay
18. Sorghastrum stipoides (Kunth) Nash –
19. Sorghastrum tisserantii Clayton - República Centroafricana
20. Sorghastrum viride Swallen - Paraguay, Brasil, Argentina, Uruguay